# Angelica gigas
Angelica gigas är en flockblommig växtart som beskrevs av Takenoshin Nakai. Angelica gigas ingår i släktet kvannar, och familjen flockblommiga växter. Inga underarter finns listade i Catalogue of Life.

## Bildgalleri

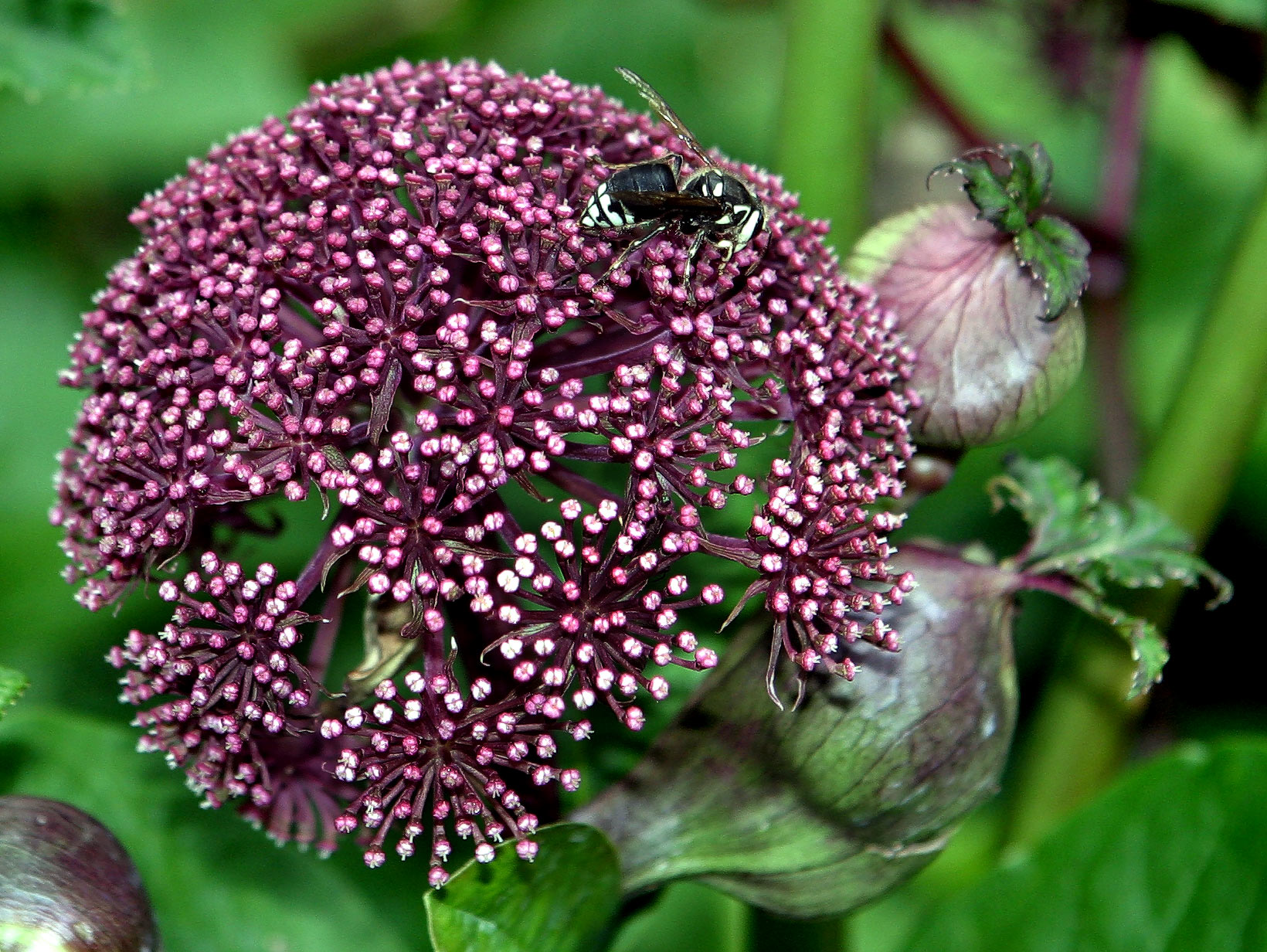